# Rajd Australii 1996
Rezultaty Rajdu Australii (9. Rally Australia), eliminacji Rajdowych Mistrzostw Świata w 1996 roku, który odbył się w dniach 13-16 września. Była to szósta runda czempionatu w tamtym roku. Bazą rajdu było miasto Perth.

## Wyniki końcowe rajdu
| Msc.                   | Kierowca               | Pilot                  | Samochód                  | Czas                   | Strata                 | Grupa                  | Punkty                 |
| Klasyfikacja generalna | Klasyfikacja generalna | Klasyfikacja generalna | Klasyfikacja generalna    | Klasyfikacja generalna | Klasyfikacja generalna | Klasyfikacja generalna | Klasyfikacja generalna |
| ---------------------- | ---------------------- | ---------------------- | ------------------------- | ---------------------- | ---------------------- | ---------------------- | ---------------------- |
| 1                      | Tommi Mäkinen          | Seppo Harjanne         | Mitsubishi Lancer Evo III | 4:08.50                | 0.0                    | A8 M                   | 20                     |
| 2.                     | Kenneth Eriksson       | Staffan Parmander      | Subaru Impreza 555        | 4:10.07                | +1.17                  | A8 M                   | 15                     |
| 3.                     | Carlos Sainz           | Luis Moya              | Ford Escort RS Cosworth   | 4:10.11                | +1.21                  | A8 M                   | 12                     |
| 4.                     | Colin McRae            | Derek Ringer           | Subaru Impreza 555        | 4:12.01                | +3.11                  | A8 M                   | 10                     |
| 5.                     | Richard Burns          | Robert Reid            | Mitsubishi Lancer Evo III | 4:12.15                | +3.25                  | A8 M                   | 8                      |
| 6.                     | Bruno Thiry            | Stéphane Prévot        | Ford Escort RS Cosworth   | 4:17.38                | +8.48                  | A8 M                   | 6                      |
| 7.                     | Piero Liatti           | Fabrizia Pons          | Subaru Impreza 555        | 4:20.21                | +11.31                 | A8 M                   | 4                      |
| 8.                     | Peter Bourne           | Craig Vincent          | Subaru Impreza 555        | 4:20.57                | +12.07                 | A8                     | 3                      |
| 9.                     | Yoshio Fujimoto        | Arne Hertz             | Toyota Celica GT-Four     | 4:36.42                | +27.52                 | A8                     | 2                      |
| 10.                    | Ed Ordynski            | Mark Stacey            | Mitsubishi Lancer Evo III | 4:37.37                | +28.47                 | N4 M                   | 1                      |
| PWRC                   |                        |                        |                           |                        |                        |                        |                        |
| 1 (10.)                | Ed Ordynski            | Mark Stacey            | Mitsubishi Lancer Evo III | 4:37.37                | -                      | N4 M                   |                        |
| 2 (11.)                | Yoshihiro Kataoka      | Satoshi Hayashi        | Mitsubishi Lancer Evo III | 4:37:55                | +0:18                  | N4                     |                        |
| 3 (13.)                | Karamjit Singh         | Allen Oh               | Proton Wira 4WD           | 4:40:13                | +2:36                  | N4                     |                        |
| 2L WRC                 |                        |                        |                           |                        |                        |                        |                        |
| 1 (14.)                | Pavel Sibera           | Petr Gross             | Škoda Felicia Kit Car     | 4:52:18                | -                      | A6                     |                        |
| 2 (16.)                | Erwin Weber            | Manfred Hiemer         | Seat Ibiza Kit Car        | 4:53:38                | +1:20                  | A7                     |                        |
| 3 (18.)                | Emil Triner            | Pavel Štanc            | Škoda Felicia Kit Car     | 4:54:32                | +2:14                  | A6                     |                        |

1. ↑  Litera M przy oznaczeniu grupy do której należy samochód oznacza, iż tylko ci kierowcy zdobywali punkty dla swoich zespołów liczonych w klasyfikacji producentów na koniec sezonu.

## Klasyfikacja po 7 rundach
Tabele przedstawiają tylko pięć pierwszych miejsc.

### Kierowcy
| Lp. | Kierowca         | Pkt |
| --- | ---------------- | --- |
| 1   | Tommi Makinen    | 115 |
| 2   | Carlos Sainz     | 74  |
| 3   | Kenneth Eriksson | 66  |
| 4   | Colin McRae      | 52  |
| 5   | Piero Liatti     | 41  |

### Producenci
| Lp. | Producent           | Pkt |
| --- | ------------------- | --- |
| 1   | Mitsubishi Ralliart | 293 |
| 2   | 555 Subaru WRT      | 284 |
| 3   | Ford Motor Co. Ltd. | 220 |